# Edmond Mulet
Edmond Auguste Mulet Lesieur (Ciudad de Guatemala, 13 de marzo de 1951) es un abogado, periodista, político y diplomático guatemalteco. De diciembre de 2015 a diciembre de 2016 se desempeñó como Jefe de Gabinete de la Secretaría General de las Naciones Unidas. Previamente, fue subsecretario general de las Naciones Unidas encargado de las operaciones de Mantenimiento de la Paz y también fue jefe de la Misión de Estabilización de las Naciones Unidas en Haití en dos ocasiones.
Fue diputado durante 12 años en el Congreso de la República de Guatemala, donde fue Presidente en 1992. También ejerció como embajador, periodista y asesor legal para instituciones públicas y para el sector privado, como administrador o gerente de varias empresas. Ha colaborado en obras benéficas y de solidaridad social.

## Primeros años
Nació en 1951 en la ciudad de Guatemala, hijo de Augusto Mulet Descamps y de Simone Lesieur. Está casado desde hace 38 años con Karen Lind de Mulet, tienen dos hijos: Daniel y David. Su padre fue periodista y diplomático, debido a las asignaciones de este en el exterior realizó los estudios de primaria en Guatemala, Montreal (Canadá), Nueva York (Estados Unidos) y Berna (Suiza). 
Hizo sus estudios de secundaria y se graduó como bachiller y oficial de reservas en el Instituto Adolfo V. Hall Central. Luego estudió en la Universidad Mariano Gálvez de Guatemala en donde obtuvo una Licenciatura en Derecho y los títulos de Abogado y Notario en 1977. Además del español, habla con fluidez inglés y francés.
Ha recibido numerosos cursos de especialización en periodismo y derecho en Guatemala y el extranjero, en el INCAE en Montefresco, Nicaragua, en Costa Rica, y en otros países.
Desde muy joven (1961) trabajó como aprendiz en los talleres del Diario de Centro América, como ayudante de linotipista, ayudante de corrector de pruebas, corrector de pruebas, y más tarde en otros medios de comunicación como periodista, reportero, jefe de redacción y columnista de opinión. Entre los años 1970 a 1975 publicó una columna semanal en el Semanario ¡Alerta!, de 1996 a 1998 publicó una columna semanal en la revista Crónica y de 1998 al 2000 en el diario elPeriódico. Ha sido invitado a escribir artículos para, entre otros, el New York Times en Nueva York y la revista Foreign Affairs;  ha contribuido con, ha figurado en, y ha sido entrevistado por diversas publicaciones latinoamericanas e internacionales, incluyendo en películas y documentales.

## Carrera temprana en Derecho
Estuvo involucrado en los esfuerzos de apertura democrática y en la defensa de los derechos humanos[cita requerida]; en las graves condiciones nacionales causadas por el conflicto armado.
Durante toda su existencia ha desarrollado actividades de beneficio social y de solidaridad humana. A solicitud de perseguidos políticos o de sus familiares, gestionó y obtuvo asilos políticos para ellos en diversos países, salvándoles a varios la vida. En los 80s ayudó a algunos huérfanos guatemaltecos a encontrar hogares adoptivos en el extranjero coordinando las acciones legales necesarias y sin cobrar honorarios profesionales[cita requerida]. Debido a sus constantes denuncias en contra del régimen dictatorial de Romeo Lucas García fue falsamente acusado[cita requerida] por la temida “Policía Judicial” de realizar adopciones ilegales[cita requerida]. Fue detenido el 24 de noviembre de 1981, la acusación no fue condenatoria por los tribunales de justicia, pero se revelaron sus conexiones con la asociación Les Enfants Du Soleil, también acusada de tráfico de niños en Haití.

## Inicios en la política
La Guerra Fría entre los Estados Unidos y la Unión Soviética había llegado hasta Centroamérica y era indispensable buscar una tercera vía para romper el círculo vicioso de la confrontación y la polarización que estaba causando estragos en Guatemala. Razón por la cual, fue cofundador con Alejandro Maldonado Aguirre del Partido Nacional Renovador -PNR- ganando su primera elección como diputado al Congreso de la República de Guatemala en las elecciones de 1982, las cuales fueron anuladas con ocasión del golpe de Estado del 23 de marzo de ese año. Fue candidato a la Asamblea Nacional Constituyente de 1985.
Se vinculó a la Unión del Centro Nacional -UCN- liderada por Jorge Carpio Nicolle y fue elegido diputado al Congreso de la República para el período 1986-1991 y reelecto para el período 91-96.
Fue elegido por primera vez como diputado del Congreso de la República de Guatemala en 1982. Luego fue candidato a la Asamblea Nacional Constituyente en 1984. Fue elegido al Congreso para el período 1986-1991, siendo reelecto en 1990 para el período 1991-1996. Durante sus años en el Congreso, se vio involucrado en el proceso de paz en Centroamérica, el Acuerdo de Esquipulas, y las negociaciones de paz en Guatemala. Fue miembro de las comisiones legislativas de Relaciones Exteriores, Asuntos Específicos, Integridad y Ética, Reforma Social, Integración Centroamericana, Asuntos Municipales, Defensa Nacional, Desarrollo Urbano y Rural, Asuntos Electorales, Medio Ambiente, Legislación y Puntos Constitucionales, y Deportes. Además, fue miembro de la Comisión Constitutiva del Parlamento Centroamericano y firmó en nombre de Guatemala el Tratado Constitutivo del Parlamento Latinoamericano. Como presidente de las comisiones de Deportes y de la Defensa, dirigió los trabajos que produjeron la Ley del Deporte y la Ley Constitutiva del Ejército. Fue miembro del Comité Ejecutivo de la Unión-Interparlamentaria Mundial (Ginebra) y participó en varias misiones como observador electoral en Nicaragua, El Salvador, Estados Unidos, Canadá y Suecia. En agosto de 1991 fue invitado a dar conferencias para los recién electos miembros del Senado de Haití, sin saber, entonces, que muchos años más tarde volvería a ese país en otras funciones. 
Entre 1992 y 1993 se desempeñó como presidente del Congreso de la República de Guatemala.

## Carrera diplomática
Fue nombrado embajador de Guatemala ante Estados Unidos en 1993. Promovió el movimiento «Resistencia Internacional Guatemalteca Organizada», con la idea de crear un frente en el extranjero contra Jorge Serrano Elías. Tras la restauración del gobierno democrático, reanudó sus funciones hasta 1996.
Su carrera legislativa culminó con su elección como Presidente del Organismo Legislativo para el período 1992-93 y en esa calidad tomó la iniciativa de eliminar las franquicias para los presidentes de los tres poderes del Estado, para diputados y militares, en la compra de vehículos, gasolina y aparatos domésticos. Fue el impulsor del nuevo Código Procesal Penal y el Bono 14.
Al dejar el cargo de Presidente del Organismo Legislativo en enero de 1993, fue nombrado embajador de Guatemala ante los Estados Unidos de América.
Durante el autogolpe del presidente Jorge Serrano en mayo de ese año, renunció al cargo y tomó posesión de la embajada de Guatemala en Washington, D. C, en nombre de las fuerzas democráticas y constitucionales y creó la "Resistencia Internacional Guatemalteca Organizada", a través de la cual se coordinó mucho del esfuerzo antigolpista en el exterior. Siendo que el embajador ante la Organización de los Estados Unidos -OEA- apoyaba el autogolpe, en un acto simbólico también tomó posesión de esa Misión en nombre de las fuerzas democráticas y constitucionales y en esa calidad actuó durante las deliberaciones de las sesiones urgentes convocadas por la OEA. Cuando las instituciones democráticas fueron restablecidas, fue nombrado de nuevo embajador ante los Estados Unidos por el gobierno de Ramiro de León Carpio.
Durante esos años fue conferenciante regular en think tanks, universidades e instituciones académicas, incluido el Instituto de Servicio Exterior del Departamento de Estado del cual fue elegido "mejor conferenciante" por el cuerpo de estudiantes en 1995. 
A su regreso a Guatemala en 1996, fue elegido secretario general del partido político Unión del Centro Nacional, después del asesinato impune de su fundador Jorge Carpio Nicolle, se integró a su bufete profesional y desarrolló una empresa de exportación de plantas ornamentales.
Fungió como embajador de Guatemala ante la Unión Europea, Bélgica y El Gran Ducado de Luxemburgo del 2000 al 2005. Como tal, presidió el Grupo Centroamericano y el Grupo Latinoamericano, e impulsó e inició las negociaciones de un Acuerdo de Asociación entre Centroamérica y Europa. Negoció acuerdos comerciales, económicos, financieros, de cooperación y de temas políticos con sus contrapartes europeas, y fue muy activo en la promoción del turismo y de inversiones para beneficio de Guatemala.

### Carrera en las Naciones Unidas
A principios del año 2006 recibió una comunicación de las Naciones Unidas diciendo que el Secretario General Kofi Annan estaba en búsqueda de un latinoamericano, con experiencia política y diplomática, que hablara inglés y francés para ser jefe de la Misión de Estabilización de las Naciones Unidas en Haití. Con varios otros candidatos fue entrevistado para el cargo y luego que el panel examinador lo recomendara por unanimidad, fue nombrado como representante Especial del Secretario General y jefe de la Misión en Haití. Ese país, que había sido uno de los más desarrollados y avanzados de la región caribeña, se había convertido en un Estado fallido, con los índices de subdesarrollo más agudos y con niveles de violencia y criminalidad tan preocupantes, que habían obligado al Consejo de Seguridad de la ONU a crear una misión de “cascos azules” para lograr la pacificación del mismo. Las dictaduras de Francois Duvalier “Papa Doc” y su hijo Jean-Claude Duvalier “Baby Doc” y los gobiernos erráticos de Jean-Bertrand Aristide, habían destruido un país bellísimo con un potencial enorme.
Al llegar a Puerto Príncipe en mayo del 2006, concibió y dirigió con éxito las operaciones de seguridad en contra de los grupos armados y "gangs" que aterrorizaban la Capital y otras ciudades, a los que neutralizó después de lograr el arresto de más de 850 de sus líderes, y creó un ambiente propicio para el desarrollo que sentó las bases para la creación de instituciones públicas. No fue un trabajo fácil ya que los jefes de los grupos de pandillas eran, al mismo tiempo, activistas de movimientos políticos cuyos dirigentes se oponían a que se diera luz verde para que los “cascos azules” de la ONU realizaran su trabajo. Luego de muchas negociaciones y tensiones, logró el propósito a pesar de que la ONU perdió a 34 “cascos azules” de diversas nacionalidades en las emboscadas y ataques de los grupos armados. Después de quince meses, pudo presentarse ante el Consejo de Seguridad de las Naciones Unidas para decir “misión cumplida”.
En el año 2007 fue nombrado por el nuevo Secretario General Ban Ki Moon como Subsecretario General encargado de todas las Operaciones de la Paz, llegando a supervisar hasta veintidós misiones alrededor del mundo en Asia, Europa, el Mediterráneo, el Medio Oriente y África, sumando 126 000 personas (93 000 militares, 15 000 policías y 18 000 civiles) y administrando un presupuesto anual de 8 mil millones de dólares. Ese trabajo representó viajes constantes al terreno, cerrando misiones que ya habían cumplido su cometido y creando los conceptos de nuevas operaciones, además de preparar los informes al Consejo de Seguridad. Esa función la realizó durante dos años y medio.
En enero del 2010, un día después del terrible terremoto que afectó Haití, volvió a la isla para hacerse cargo de la misión de la ONU, ya que quien lo había sucedido en el cargo como jefe así como 102 de sus amigos y colegas habían fallecido. El terremoto causó la muerte de 300 000 personas y destruyó la gran mayoría de edificios públicos y privados en la Capital y otras ciudades, creando una crisis de enormes dimensiones. Su primera decisión fue ordenar la excavación de las fosas comunes necesarias para depositar los cuerpos de 300 000 fallecidos, puso a la misión en pie y coordinó toda la ayuda internacional de urgencia y humanitaria para enfrentar las secuelas del terremoto. Bajo su supervisión, la ONU, sus agencias y programas, establecieron los campamentos de desplazados internos para asistir a los que se habían quedado sin techo, 2 800 000 personas fueron acogidas en esos campamentos con tiendas de campaña, alimentos, medicinas y seguridad, mientras se iniciaron los trabajos de remoción de escombros y reconstrucción. 
De noviembre de 2010 a febrero de 2011 se generó otra crisis institucional en Haití, con el intento de fraude gubernamental de las elecciones presidenciales y legislativas. El Tribunal Electoral, en complicidad con el gobierno, elevó al candidato oficial que había alcanzado el cuarto lugar en la primera vuelta al segundo puesto, para que pudiera pasar a la segunda vuelta. Se enfrentó y evitó el fraude electoral e hizo que se respetara la voluntad popular expresada democráticamente en las urnas y supervisó con éxito el proceso de transición política que culminó con la toma de posesión del Presidente Michel Martelly.
Regresa en junio del 2011 de Nueva York al ser llamado y nombrado nuevamente Subsecretario General encargado de las operaciones de paz. En esta segunda oportunidad ocupó el cargo durante cinco años y medio, de nuevo viajando frecuentemente a supervisar las misiones en el terreno, los países contribuyentes de tropas y policías y los países que contribuyen financieramente a las misiones de paz, así como presentándose regularmente ante el Consejo de Seguridad para informar de la evolución de las mismas.
En noviembre del 2015 fue ascendido al rango de Secretario General Adjunto de las Naciones Unidas con funciones de Jefe de Gabinete del Secretario General, supervisando todo el sistema de la ONU, en un trabajo intenso pero muy interesante.  Al concluir su mandato el Secretario General Ban Ki-moon el 31 de diciembre del 2016, también entregó su puesto y regresó a Guatemala.
En abril del 2017 fue llamado por el nuevo Secretario General António Guterres para volver a Nueva York y encabezar el “Mecanismo para Investigar el Uso de Armas Químicas en Siria”, que había sido creado por el Consejo de Seguridad. El Secretario General debía nombrar al Jefe de ese Mecanismo en consulta con el Consejo de Seguridad y su nombre fue el que todos los miembros del Consejo aceptaron. Constituyó un grupo de trabajo científico y técnico del más alto nivel mundial con químicos, epidemiólogos, expertos en balística y otros, teniendo que viajar a Damasco, Siria, y otros lugares para realizar la investigación. Presentó su informe al Consejo de Seguridad a finales del 2017, demostrando que el mayor responsable del uso de armas químicas en Siria es el propio gobierno, especialmente en el uso del devastador gas nervioso “sarin”.

## Carrera política reciente
Mulet fue barajado como un potencial candidato presidencial para las elecciones generales de 2015 por el partido Todos. En 2017 fundó el Partido Humanista de Guatemala (PHG). Se postuló a la presidencia para las elecciones generales de 2019. Mulet obtuvo el tercer lugar en las elecciones presidenciales.
Definiéndose como centrista, se opone a la legalización del matrimonio para las parejas homosexuales y al derecho al aborto.
En enero de 2020, la bancada legislativa del Partido Humanista se declaró «opositor» al gobierno de Alejandro Giammattei, pero a los pocos meses pasó a formar parte de la coalición gobernante. Mulet denunció el hecho y renunció a su afiliación al partido en noviembre de ese mismo año. En noviembre de 2020, Mulet anunció su nueva plataforma política «Cabal». En julio de 2022, el partido fue registrado por el Tribunal Supremo Electoral.
Mulet se postuló de nuevo a la presidencia para las elecciones generales de 2023 por el partido Cabal. Pese a que las encuestas lo presentaban como un potencial candidato a segunda vuelta, finalmente quedó en quinto lugar. Actualmente continua su carrera con su partido político. 

## Vida personal
En cuanto a su vida personal, está casado con la guatemalteca Karen Lind y tiene dos hijos, Daniel y David. Además de su español nativo, habla fluidamente inglés y francés.
Ha sido recipiendario de condecoraciones y reconocimientos por parte de Guatemala y de muchos Estados e instituciones, incluyendo la Orden del Quetzal en el grado de Gran Cruz y la Orden de la Monja Blanca. En el 2011 fue declarado “Personaje del Año” por el diario Prensa Libre de Guatemala.
Desde enero del 2018 es el Coordinador Nacional del Movimiento Humanista del cual se desligó en 2020 por no aprobar actos de corrupción.

### Vínculos
- Pagina Personal de Edmon Mulet
- Perfil Electoral de Mulet en Nomada.gt
- Cabal: Caciques y Compromisos - un perfil de la candidatura de Mulet y el partido CABAL por InSight Crime
- Las dos caras de Edmond Mulet, el Humanista que vendió niños-  Cobertura electoral Relato.gt
- El diplomatico del si a todo Perfil electoral de Mulet en No-Ficción
- Guatemala acusa a candidato presidencial que defendió a periodistas cobertura a la persecución penal en 2023 por la defensa de José Rubén Zamora Marroquín